# Hadronyche lamingtonensis
Espèce
Hadronyche lamingtonensis est une espèce d'araignées mygalomorphes de la famille des Atracidae.

## Distribution
Cette espèce est endémique d'Australie. Elle se rencontre dans les chaînes Macpherson et Tweed sur le mont Tamborine dans l'extrême Nord-Est de la Nouvelle-Galles du Sud et dans le parc national de Lamington dans l'extrême Sud-Est du Queensland.

## Description
La carapace du mâle holotype mesure 7,86 mm de long sur 7,75 mm et l'abdomen 8,38 mm de long sur 5,96 mm.

## Étymologie
Son nom d'espèce, composé de lamington et du suffixe latin -ensis, « qui vit dans, qui habite », lui a été donné en référence au lieu de sa découverte, le parc national de Lamington.

## Publication originale
- Gray, 2010 : A revision of the Australian funnel-web spiders (Hexathelidae: Atracinae). Records of the Australian Museum, vol. 62, p. 285-392 (texte intégral).